# Стенлі Меєр
Стенлі Аллен Меєр (англ. Stanley Allen Meyer; 24 серпня 1940, Колумбус, Огайо, США — 20 березня 1998, Франклін, Огайо, США) — американський винахідник, який 1980 року заявив, що побудував автомобіль, який їздить на воді замість бензину, завдяки інноваційній конструкції двигуна. 1996 року суд штату Огайо визнав шахрайством твердження Меєра про його «водяний паливний елемент» й автомобіль, який він приводив у рух.

## Біографія
Народився 24 серпня 1940 року в Іст-Сайді Колумбуса, був одним із двох хлопчиків-близнюків у сім'ї. Пізніше переїхав до Грандвью-Гайтса, де закінчив середню школу. Дуже добре знав фізику. Недовго навчався в Університеті штату Огайо, після якого вступив на військову службу.
За життя володів тисячами патентів, зокрема у галузі банківської справи, океанографії, кардіологічного моніторингу й автомобілів.
1998 року помер від аневризми, проте частина прихильників теорій змов продовжують стверджувати, що його отруїли.

## Водний паливний елемент

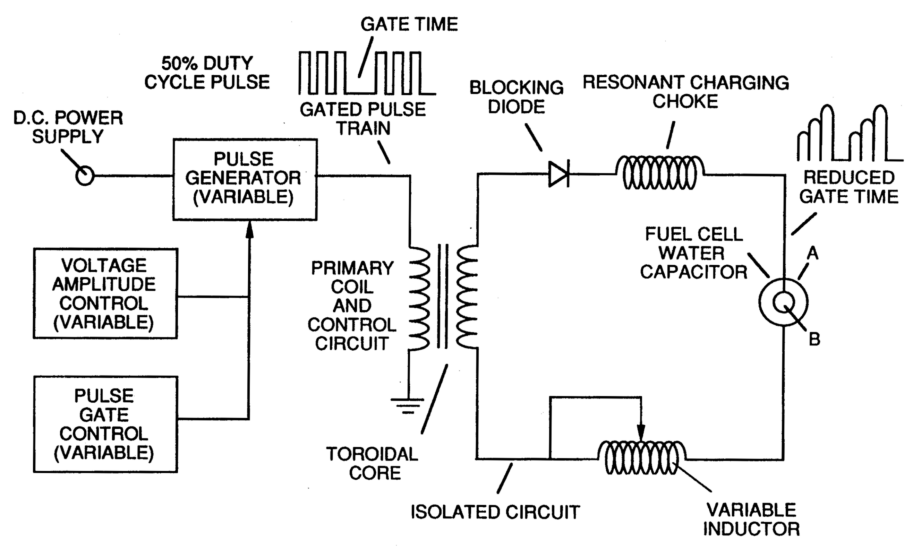
Схема паливного елемента

Водний паливний елемент є технічною конструкцією «вічного двигуна». Меєр стверджував, що автомобіль, оснащений цим пристроєм, може використовувати воду як паливо замість бензину. Передбачалося, що водний паливний елемент розщеплює воду на її елементи — водень і кисень. Потім газоподібний водень спалюється для одержання енергії.
За словами Меєра, для виконання електролізу пристрою потрібно менше енергії, ніж мінімальна потреба в енергії, передбачена або виміряна традиційною наукою. Передбачалося, що механізм дії включає газ Брауна, суміш водню з киснем у співвідношенні 2:1, того ж складу, що і рідка вода; яка потім змішується з навколишнім повітрям (азот, кисень, двоокис вуглецю, монооксид вуглецю, метан, хлорфторвуглеці, вільні радикали/електрони, радіація й інші). Отриманий газоподібний водень потім спалювався для вироблення енергії. Вода не відновлювалася, оскільки газ повністю згорав.

## Висвітлення у засобах масової інформації
У репортажі новин на телеканалі штату Огайо Меєр продемонстрував багі dune, який, як він стверджував, живився від водяного паливного елемента. Він заявив, що для поїздки з Лос-Анджелеса до Нью-Йорка потрібно всього 22 галони (83 літри) води. Крім того, стверджував, що замінив свічки запалювання «форсунками», які вводили суміш водню та кисню у циліндри двигуна. Вода була піддана електричному резонансу, який поділив її на основний атомний склад. Водяний паливний елемент розщеплюватиме воду на водень і газоподібний кисень, які потім спалюватимуться.
Винахід Стенлі Меєра визнали шахрайським після того, як два інвестори, яким він продав дилерські центри, що пропонують право займатися бізнесом у галузі технології водяних паливних елементів, подали на нього до суду 1996 року.
Його автомобіль мав оглянути свідок-експерт Майкл Лоутон, професор електротехніки Лондонського університету королеви Марії та член Королівської інженерної академії. Однак Меєр зробив те, що професор Лоутон вважав «непереконливим виправданням» у дні іспиту, і не дозволив продовжити тест. Його «водний паливний елемент» пізніше дослідили у суді і дійшли висновку, що «в елементі взагалі не було нічого революційного і що він просто використав звичайний електроліз». Суд визнав «грубе і кричуще шахрайство» Меєра, і зобов'язав його виплатити двом інвесторам 25 000 доларів.

## Смерть
Раптово помер 20 березня 1998 року під час вечері у ресторані. Його брат стверджував, що під час зустрічі з двома бельгійськими інвесторами в ресторані Меєр раптово вибіг надвір, сказавши: «Вони мене отруїли». Після розслідування поліція Гров-Сіті представила звіт коронера округу Франклін, в якому говорилося, що Меєр, у якого був високий кров'яний тиск помер від аневризми головного мозку.
Деякі прихильники вважають, що його вбили, щоб зупинити винаходи. Філіп Вандемортеле, один із бельгійських інвесторів, заявив, що підтримував Меєра фінансово протягом кількох років і вважав його особистим другом, і що гадки не має, звідки пішли чутки.

## Патенти
Термін дії патентів Меєра закінчився і його винаходи є суспільним надбанням. Проте жоден виробник двигунів чи транспортних засобів ніколи не використовував праці Маєра.